# Sparganothoides castanea
Sparganothoides castanea es una especie de lepidóptero del género Sparganothoides, tribu Sparganothini, familia Tortricidae. Fue descrita científicamente por Walsingham en 1913.
La longitud de las alas anteriores es de aproximadamente 14,1 milímetros. Se distribuye por Guatemala, en la ciudad de Quetzaltenango.